# Gymnastique artistique aux Jeux olympiques d'été de 2020 - sol hommes
Pour un article plus général, voir Gymnastique artistique aux Jeux olympiques d'été de 2020.
Navigation
Rio de Janeiro 2016 Paris 2024
La finale du sol de gymnastique artistique des Jeux olympiques d'été de 2020 organisés à Tokyo (Japon), se déroule au Centre de gymnastique d'Ariake le 1er août 2021.

## Format
Les 8 meilleurs gymnastes sont qualifiés pour la finale. Les compteurs sont remis à zéro pour la finale, qui ne prend pas en compte les notes des qualifications.
Il ne peut y avoir que deux gymnastes par délégation, le moins bien classé d'entre eux ne serait pas qualifié et le prochain gymnaste le mieux classé serait qualifié à sa place.
Au cas où un gymnaste ne pourrait se présenter à la finale, trois remplaçants sont prévus lors des qualifications.

## Qualifications
Les qualifications ont lieu le 24 juillet 2021.
| Rang | Nom                       | Pays                       | Note D | Note E | Pénalité | Total  | Qualification |
| ---- | ------------------------- | -------------------------- | ------ | ------ | -------- | ------ | ------------- |
| 1    | Artem Dolgopyat           | Israël                     | 6.600  | 8.600  |          | 15.200 | Q             |
| 2    | Nikita Nagornyy           | Comité olympique de Russie | 6.200  | 8.866  |          | 15.066 | Q             |
| 3    | Ryu Sunghyun              | Corée du Sud               | 6.900  | 8.166  |          | 15.066 | Q             |
| 4    | Rayderley Zapata          | Espagne                    | 6.500  | 8.541  |          | 15.041 | Q             |
| 5    | Kim Han-sol               | Corée du Sud               | 6.500  | 8.400  |          | 14.900 | Q             |
| 6    | Yul Moldauer              | États-Unis                 | 5.800  | 9.066  |          | 14.866 | Q             |
| 7    | Xiao Ruoteng              | Chine                      | 6.200  | 8.666  |          | 14.866 | Q             |
| 8    | Milad Karimi              | Kazakhstan                 | 6.400  | 8.366  |          | 14.766 | Q             |
| 9    | Shane Wiskus              | États-Unis                 | 6.000  | 8.733  |          | 14.733 | R1            |
| 10   | Daiki Hashimoto           | Japon                      | 6.200  | 8.600  | -0.100   | 14.700 | R2            |
| 11   | Takeru Kitazono           | Japon                      | 6.200  | 8.466  |          | 14.666 | R3            |
| 12   | Giarnni Regini-Moran      | Grande-Bretagne            | 6.400  | 8.366  | -0.100   | 14.666 | NQ            |
| 13   | Ahmet Önder               | Turquie                    | 6.300  | 8.300  |          | 14.600 | NQ            |
| 14   | Wataru Tanigawa           | Japon                      | 5.900  | 8.566  |          | 14.466 | NQ            |
| 15   | Sam Mikulak               | États-Unis                 | 6.200  | 8.266  |          | 14.466 | NQ            |
| 16   | Tang Chia-hung            | Taipei chinois             | 5.400  | 8.933  |          | 14.333 | NQ            |
| 17   | Sun Wei                   | Chine                      | 6.000  | 8.333  |          | 14.333 | NQ            |
| 18   | Denis Ablyazin            | Comité olympique de Russie | 6.000  | 8.400  | -0.100   | 14.300 | NQ            |
| 19   | Benjamin Gischard         | Suisse                     | 6.000  | 8.266  |          | 14.266 | NQ            |
| 20   | Diogo Soares              | Brésil                     | 5.200  | 9.000  |          | 14.200 | NQ            |
| 21   | Lee Chih-kai              | Taipei chinois             | 5.700  | 8.500  |          | 14.200 | NQ            |
| 22   | Pablo Brägger             | Suisse                     | 5.900  | 8.333  | -0.100   | 14.133 | NQ            |
| 23   | Joe Fraser                | Grande-Bretagne            | 5.800  | 8.266  |          | 14.066 | NQ            |
| 24   | Adem Asil                 | Turquie                    | 6.200  | 7.933  | -0.100   | 14.033 | NQ            |
| 25   | Caio Souza                | Brésil                     | 5.500  | 8.466  |          | 13.966 | NQ            |
| 26   | Lin Chaopan               | Chine                      | 6.100  | 7.866  |          | 13.966 | NQ            |
| 27   | Kazuma Kaya               | Japon                      | 5.600  | 8.333  |          | 13.933 | NQ            |
| 28   | Yevhen Yudenkov           | Ukraine                    | 5.700  | 8.300  | -0.100   | 13.900 | NQ            |
| 29   | James Hall                | Grande-Bretagne            | 5.900  | 8.166  | -0.200   | 13.866 | NQ            |
| 30   | Christian Baumann         | Suisse                     | 5.400  | 8.433  |          | 13.833 | NQ            |
| 31   | Shiao Yu-Jan              | Taipei chinois             | 5.500  | 8.333  |          | 13.833 | NQ            |
| 32   | Lukas Dauser              | Allemagne                  | 5.600  | 8.166  |          | 13.766 | NQ            |
| 33   | Ludovico Edalli           | Italie                     | 5.300  | 8.433  |          | 13.733 | NQ            |
| 34   | Philipp Herder            | Allemagne                  | 5.500  | 8.233  |          | 13.733 | NQ            |
| 35   | Aleksandr Kartsev         | Comité olympique de Russie | 5.900  | 8.033  | -0.200   | 13.733 | NQ            |
| 36   | Lee Junho                 | Corée du Sud               | 5.800  | 7.933  |          | 13.733 | NQ            |
| 37   | Artur Dalaloyan           | Comité olympique de Russie | 5.700  | 8.000  |          | 13.700 | NQ            |
| 38   | Loris Frasca              | France                     | 5.900  | 7.900  | -0.100   | 13.700 | NQ            |
| 39   | Brody Malone              | États-Unis                 | 5.500  | 8.266  | -0.100   | 13.666 | NQ            |
| 40   | Néstor Abad               | Espagne                    | 6.000  | 8.066  | -0.400   | 13.666 | NQ            |
| 41   | Robert Tvorogal           | Lituanie                   | 5.400  | 8.233  |          | 13.633 | NQ            |
| 42   | Tomás González            | Chili                      | 5.800  | 7.800  |          | 13.600 | NQ            |
| 43   | Petro Pakhnyuk            | Ukraine                    | 5.500  | 8.066  |          | 13.566 | NQ            |
| 44   | Carlos Yulo               | Philippines                | 6.600  | 6.966  |          | 13.566 | NQ            |
| 45   | Nicolau Mir               | Espagne                    | 5.900  | 7.633  |          | 13.533 | NQ            |
| 46   | Eddy Yusof                | Suisse                     | 5.400  | 8.100  |          | 13.500 | NQ            |
| 47   | Aleksandr Shatilov        | Israël                     | 5.700  | 7.900  | -0.100   | 13.500 | NQ            |
| 48   | Joel Plata                | Espagne                    | 6.000  | 7.600  | -0.100   | 13.500 | NQ            |
| 49   | David Jessen              | République tchèque         | 5.100  | 8.366  |          | 13.466 | NQ            |
| 50   | Mários Georgíou           | Chypre                     | 5.500  | 8.066  | -0.100   | 13.466 | NQ            |
| 51   | Mikhail Koudinov          | Nouvelle-Zélande           | 5.200  | 8.233  |          | 13.433 | NQ            |
| 52   | Hung Yuan-Hsi             | Taipei chinois             | 4.900  | 8.433  | -0.100   | 13.233 | NQ            |
| 53   | Ivan Tikhonov             | Azerbaïdjan                | 5.500  | 7.833  | -0.100   | 13.233 | NQ            |
| 54   | Omar Mohamed              | Égypte                     | 5.800  | 7.533  | -0.100   | 13.233 | NQ            |
| 55   | Daniel Corral             | Mexique                    | 5.400  | 7.800  |          | 13.200 | NQ            |
| 56   | Loo Phay Xing             | Malaisie                   | 5.500  | 7.600  |          | 13.100 | NQ            |
| 57   | Francisco Barretto Júnior | Brésil                     | 5.000  | 8.000  |          | 13.000 | NQ            |
| 58   | Nils Dunkel               | Allemagne                  | 5.000  | 7.933  |          | 12.933 | NQ            |
| 59   | David Belyavskiy          | Comité olympique de Russie | 5.200  | 7.733  |          | 12.933 | NQ            |
| 60   | Illia Kovtun              | Ukraine                    | 5.700  | 7.166  |          | 12.866 | NQ            |
| 61   | Uche Eke                  | Nigeria                    | 4.700  | 8.133  |          | 12.833 | NQ            |
| 62   | Andreas Toba              | Allemagne                  | 5.400  | 7.533  | -0.100   | 12.833 | NQ            |
| 63   | Arthur Mariano            | Brésil                     | 5.600  | 7.600  | -0.400   | 12.800 | NQ            |
| 64   | Rasuljon Abdurakhimov     | Ouzbékistan                | 4.800  | 7.766  |          | 12.566 | NQ            |
| 65   | David Huddleston          | Bulgarie                   | 4.200  | 8.233  |          | 12.433 | NQ            |
| 66   | Thierno Diallo            | Espagne                    | 5.800  | 7.033  | -0.600   | 12.233 | NQ            |
| 67   | David Rumbutis            | Suède                      | 5.800  | 6.666  | -0.300   | 12.166 | NQ            |
| 68   | Rene Cournoyer            | Canada                     | 5.600  | 6.466  | -0.300   | 11.766 | NQ            |
|      | Vladislav Poliashov       | Comité olympique de Russie |        |        |          |        | DNS           |
|      | Zou Jingyuan              | Chine                      |        |        |          |        | DNS           |

| Légende :                                          | Légende :                                                    | Légende :                  |
| -------------------------------------------------- | ------------------------------------------------------------ | -------------------------- |
| - Q = Qualifié - DNS (Did Not Start) = Non partant | - NQ = Non Qualifié - DNF (Did Not Finish) = N'a pas terminé | - R1, R2, R3 = Remplaçants |

## Finale
Artem Dolgopyat et Rayderley Zapata, bien qu'ayant le même score final ne sont pas ex aqueo, en effet les deux gymnastes ont fait autant de fautes (note d'exécution) mais Artem Dolgopyat présentait un mouvement présentant plus de difficulté, il est donc premier. Egalement, Nikita Nagornyy a présenté un mouvement avec plus de difficulté et une meilleure exécution que Kim Han-sol, ils ne sont donc pas ex aequo non plus.
| Rang               | Nom              | Pays                       | Note D | Note E | Pénalité | Total  |
| ------------------ | ---------------- | -------------------------- | ------ | ------ | -------- | ------ |
| Médaille d'or      | Artem Dolgopyat  | Israël                     | 6.600  | 8.433  | -0.100   | 14.933 |
| Médaille d'argent  | Rayderley Zapata | Espagne                    | 6.500  | 8.433  |          | 14.933 |
| Médaille de bronze | Xiao Ruoteng     | Chine                      | 6.200  | 8.566  |          | 14.766 |
| 4                  | Ryu Sunghyun     | Corée du Sud               | 7.000  | 7.533  | -0.300   | 14.233 |
| 5                  | Milad Karimi     | Kazakhstan                 | 6.400  | 8.033  | -0.300   | 14.133 |
| 6                  | Yul Moldauer     | États-Unis                 | 5.400  | 8.133  |          | 13.533 |
| 7                  | Nikita Nagornyy  | Comité olympique de Russie | 6.400  | 6.966  | -0.300   | 13.066 |
| 8                  | Kim Han-sol      | Corée du Sud               | 6.300  | 6.766  |          | 13.066 |